# Кірікулахт
Кірікулахт (ест. Kirikulaht) — озеро в Естонії, що розташоване на острові Хіюмаа, у волості Киргессааре. Є три острови.